# Hylaeus personatellus
Hylaeus personatellus är en biart som först beskrevs av Cockerell 1915.  Hylaeus personatellus ingår i släktet citronbin, och familjen korttungebin. Inga underarter finns listade i Catalogue of Life.